# Tipton megye (Indiana)
Tipton megye az Amerikai Egyesült Államokban, azon belül Indiana államban található. Megyeszékhelye és legnagyobb városa Tipton. Lakosainak száma 15 359 fő (2020. április 1.). Tipton megye Howard, Grant, Madison, Hamilton és Clinton megyékkel határos.

## Népesség
A megye népességének változása:
| Lakosok száma | 15 875 | 15 844 | 15 756 | 15 650 | 15 267 | 15 359 |
|               | 2010   | 2011   | 2012   | 2013   | 2015   | 2020   |